# Irena Bartošová
Irena Bartošová, coniugata Medvecká (Aš, 17 febbraio 1954), è un'ex cestista cecoslovacca.

## Carriera
Con la Cecoslovacchia ha disputato i Campionati europei del 1978, vincendo la medaglia di bronzo.